# Вийквере
Ви́йквере (ест. Võikvere küla) — село в Естонії, у волості Йиґева повіту Йиґевамаа.

## Населення
Чисельність населення на 31 грудня 2011 року становила 62 особи.